# Misje dyplomatyczne Południowej Afryki

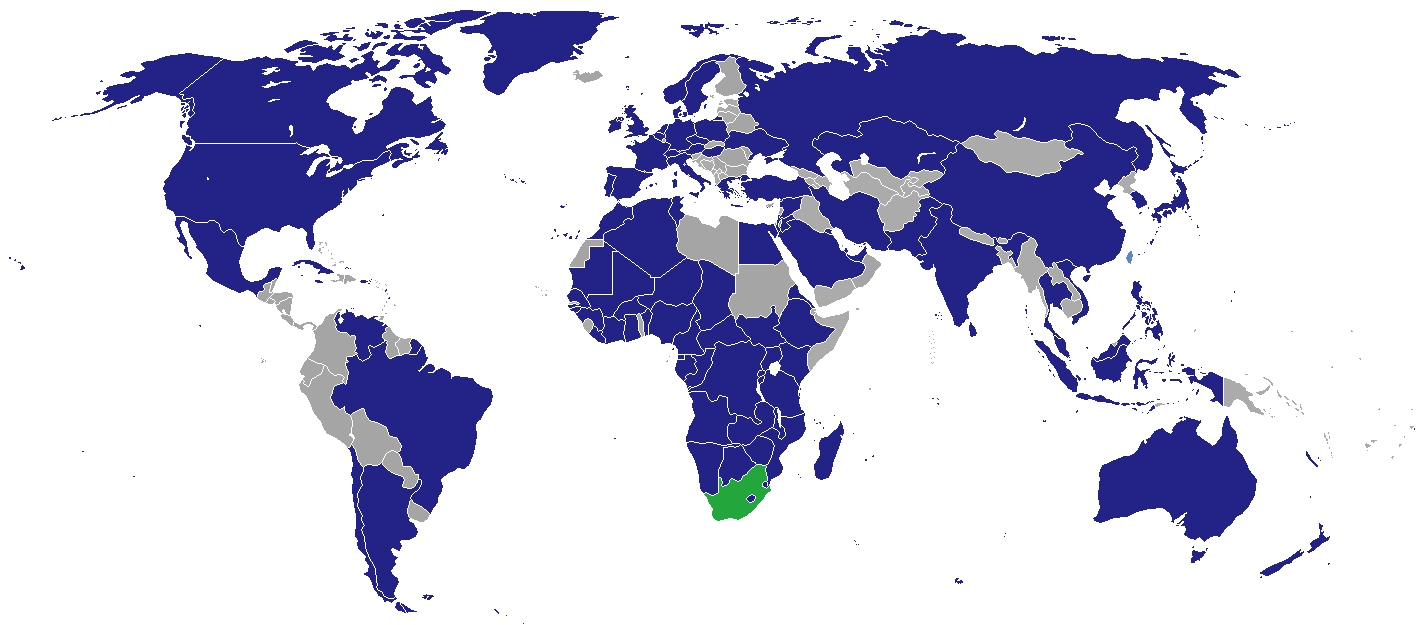
Kraje, w których Południowa Afryki ma swoje przedstawicielstwa dyplomatyczne

Misje dyplomatyczne Południowej Afryki – przedstawicielstwa dyplomatyczne Południowej Afryki przy innych państwach i organizacjach międzynarodowych. Poniższa lista zawiera wykaz obecnych ambasad, wysokich komisji i konsulatów zawodowych. Nie uwzględniono konsulatów honorowych.

## Europa

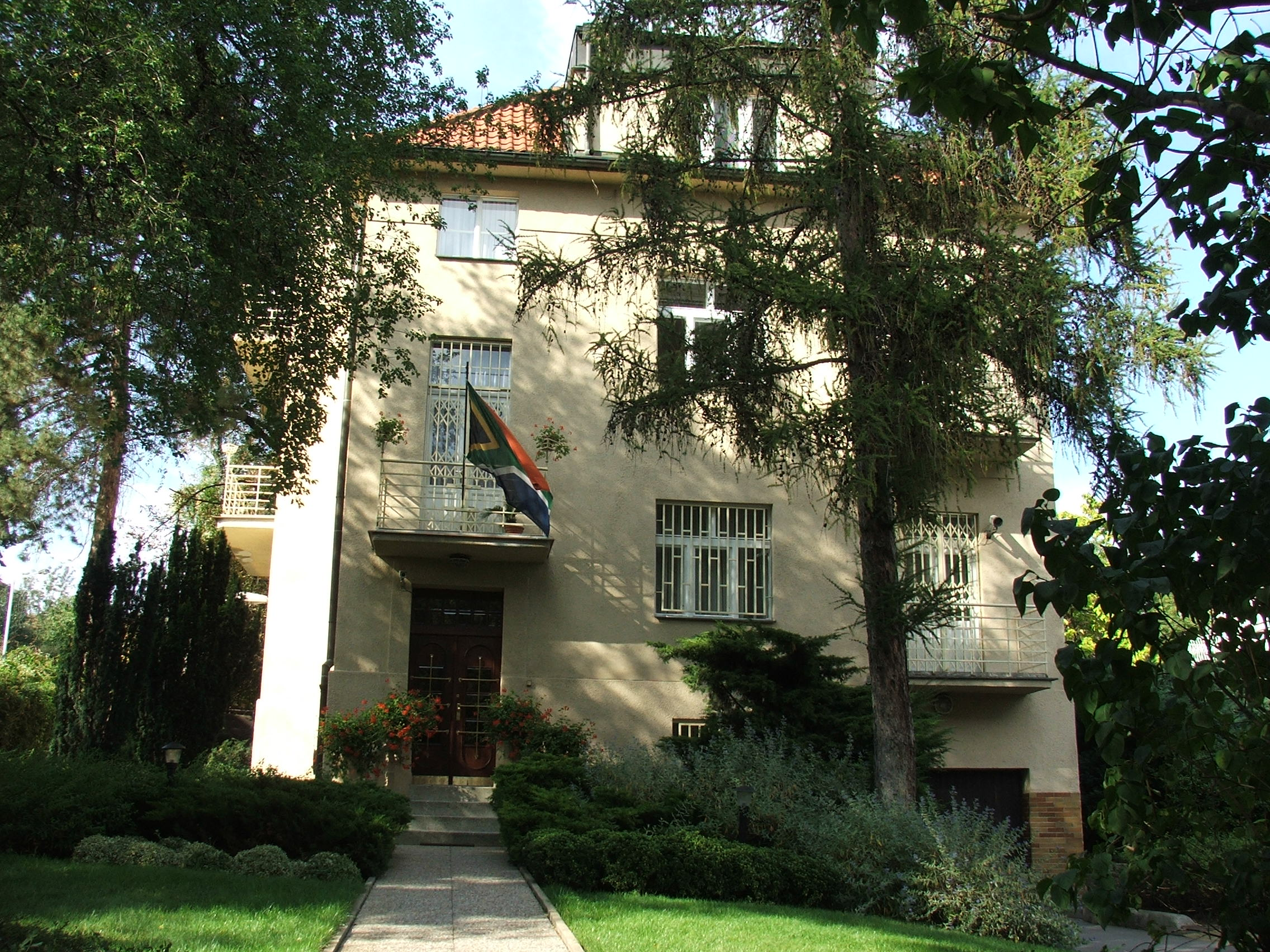
Ambasada Republiki Południowej Afryki w Pradze

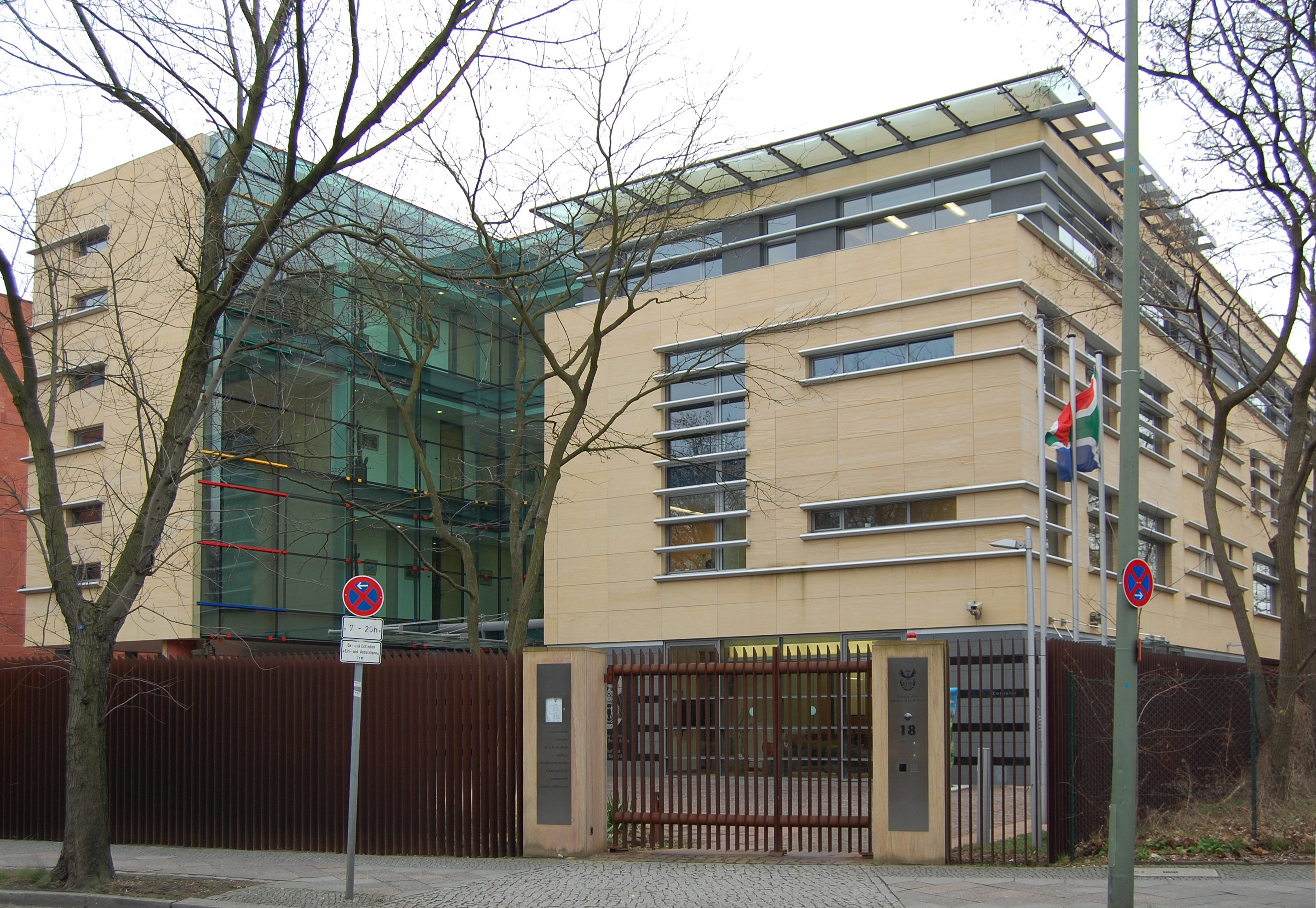
Ambasada Republiki Południowej Afryki w Berlinie

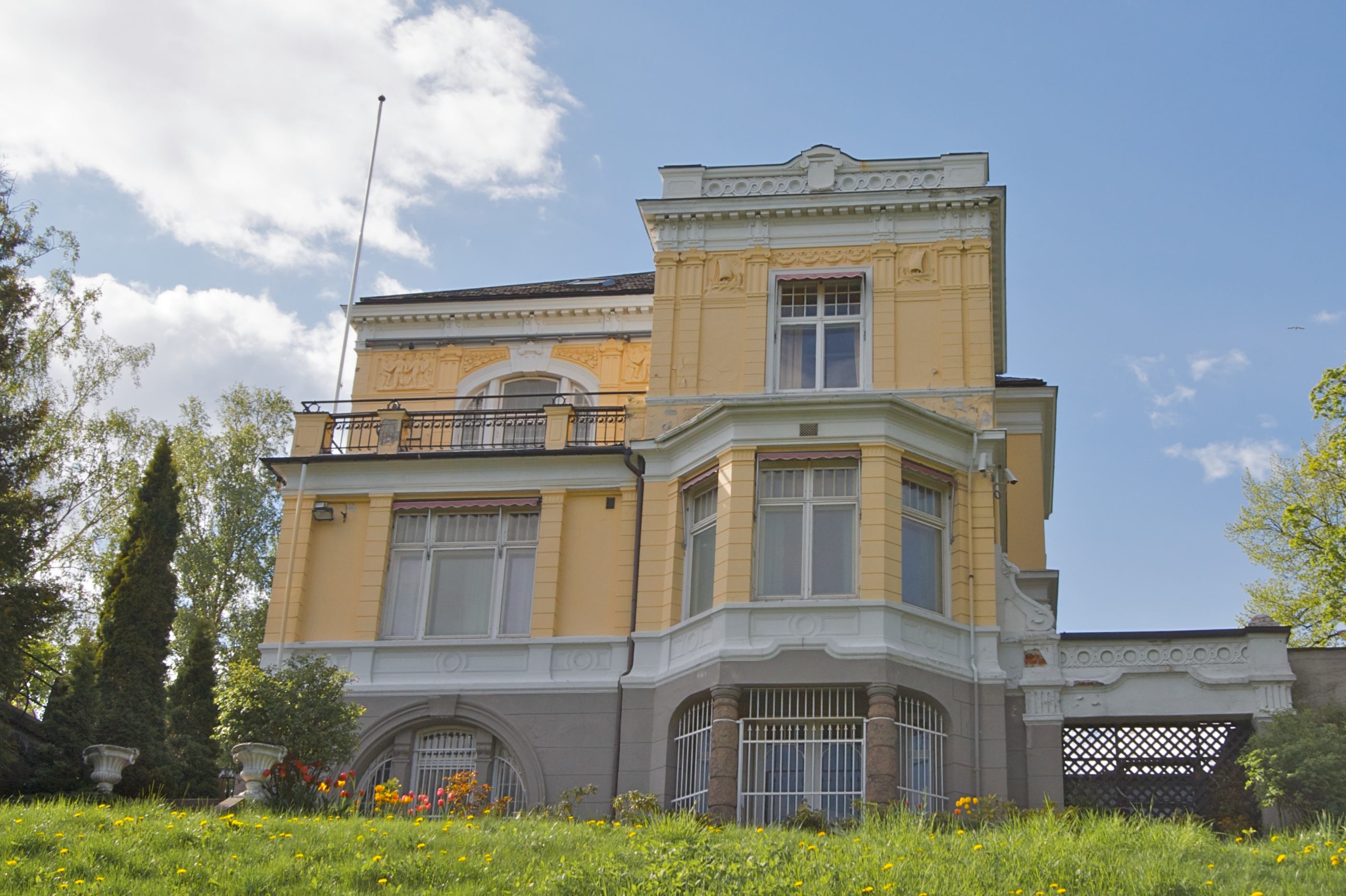
Ambasada Republiki Południowej Afryki w Oslo

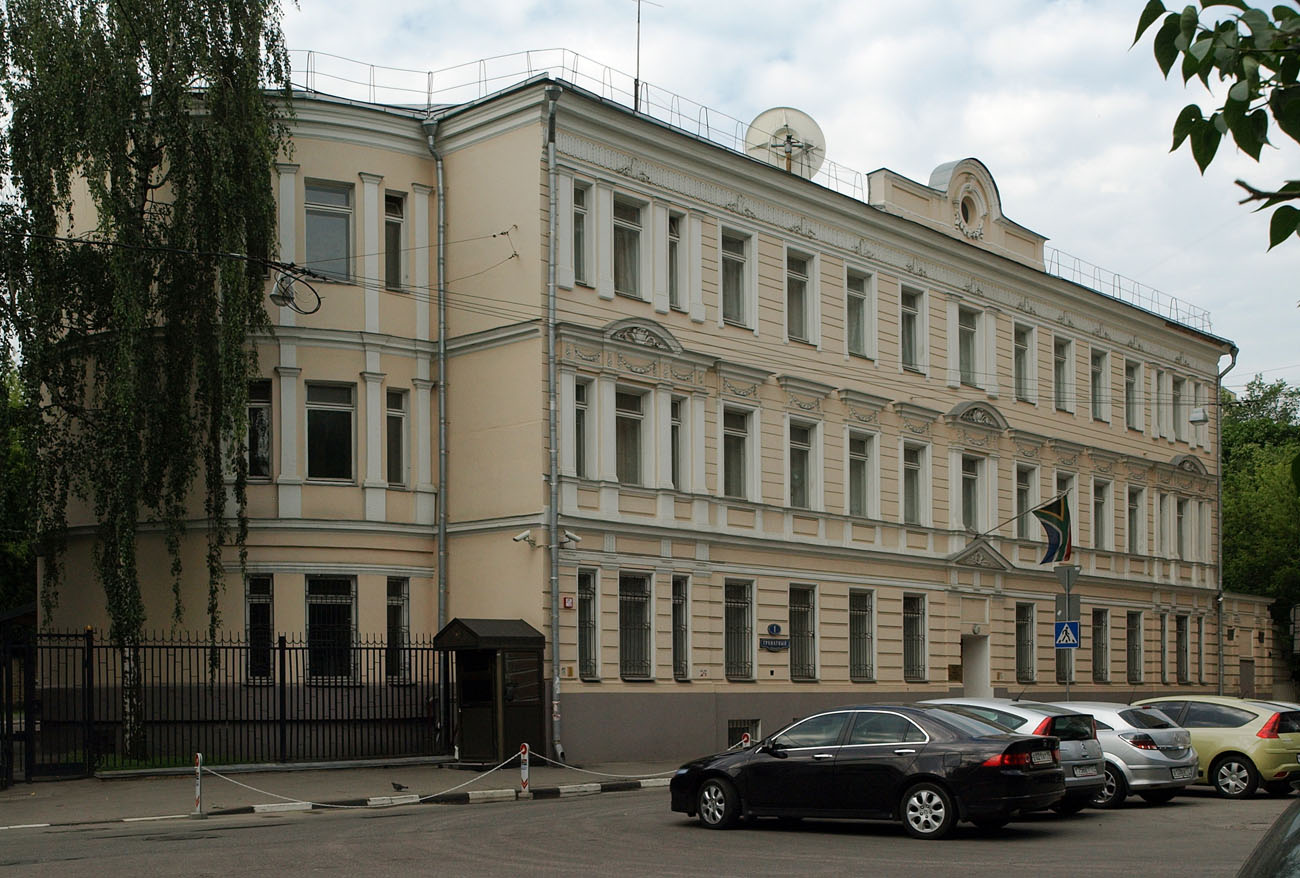
Ambasada Republiki Południowej Afryki w Moskwie

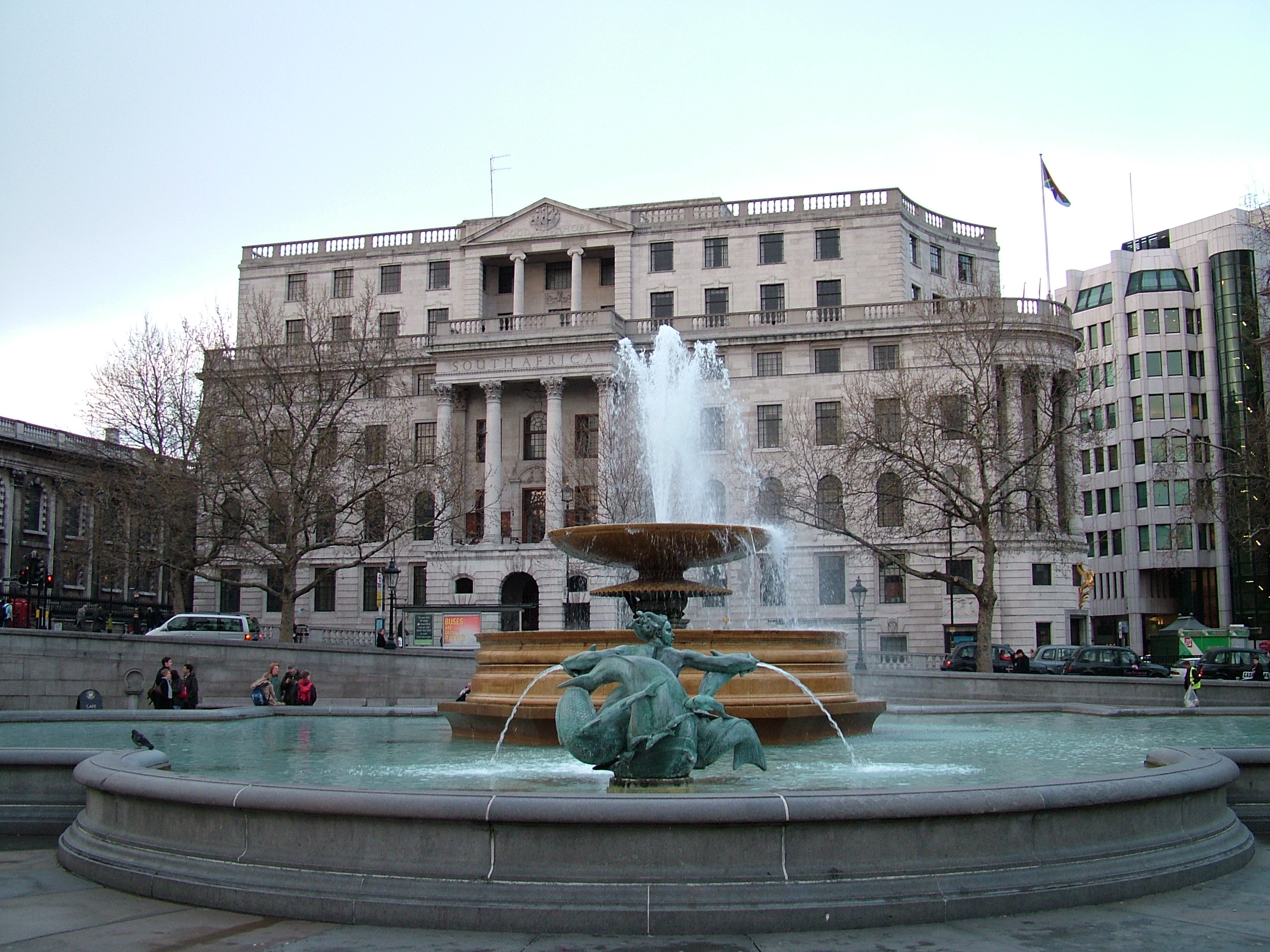
South Africa House - Wysoka Komisja Republiki Południowej Afryki w Londynie

- Austria
  - Wiedeń (ambasada)
- Belgia
  - Bruksela (ambasada)
- Bułgaria
  - Sofia (ambasada)
- Czechy
  - Praga (ambasada)
- Dania
  - Kopenhaga (ambasada)
- Finlandia
  - Helsinki (ambasada)
- Francja
  - Paryż (ambasada)
- Grecja
  - Ateny (ambasada)
- Hiszpania
  - Madryt (ambasada)
- Holandia
  - Haga (ambasada)
- Irlandia
  - Dublin (ambasada)
- Niemcy
  - Berlin (ambasada)
  - Monachium (konsulat generalny)
- Norwegia
  - Oslo (ambasada)
- Polska
  - Warszawa (ambasada)
- Portugalia
  - Lizbona (ambasada)
- Rosja
  - Moskwa (ambasada)
- Rumunia
  - Bukareszt (ambasada)
- Szwajcaria
  - Berno (ambasada)
- Szwecja
  - Sztokholm (ambasada)
- Turcja
  - Ankara (ambasada)
- Ukraina
  - Kijów (ambasada)
- Węgry
  - Budapeszt (ambasada)
- Wielka Brytania
  - Londyn (wysoka komisja)
- Włochy
  - Rzym (ambasada)
  - Mediolan (konsulat generalny)

## Ameryka Północna, Środkowa i Karaiby

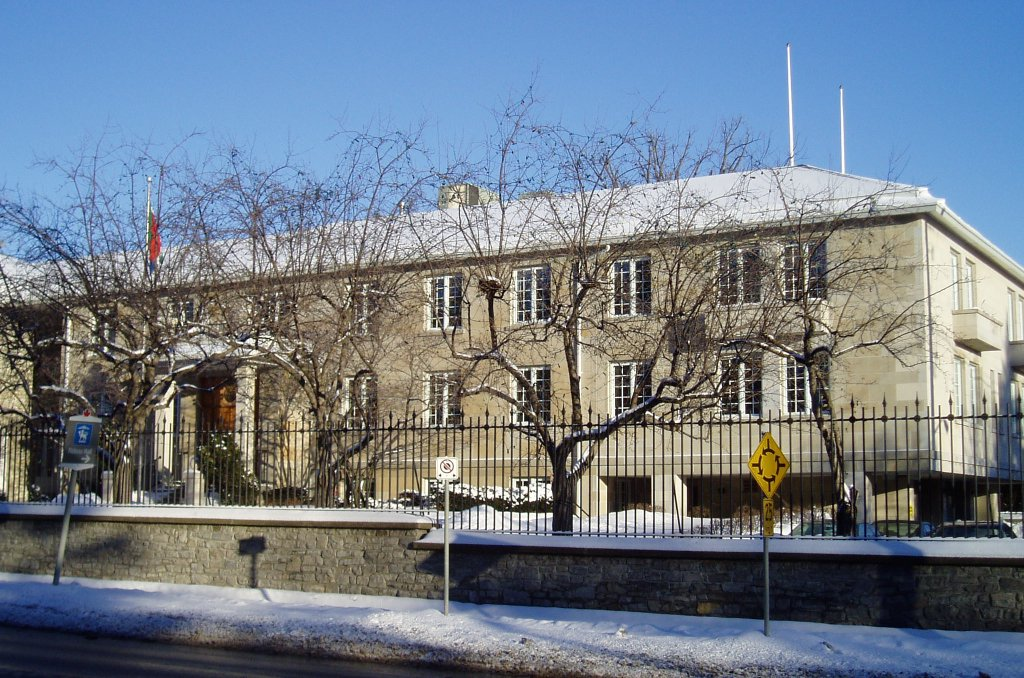
Wysoka Komisja Republiki Południowej Afryki w Ottawie

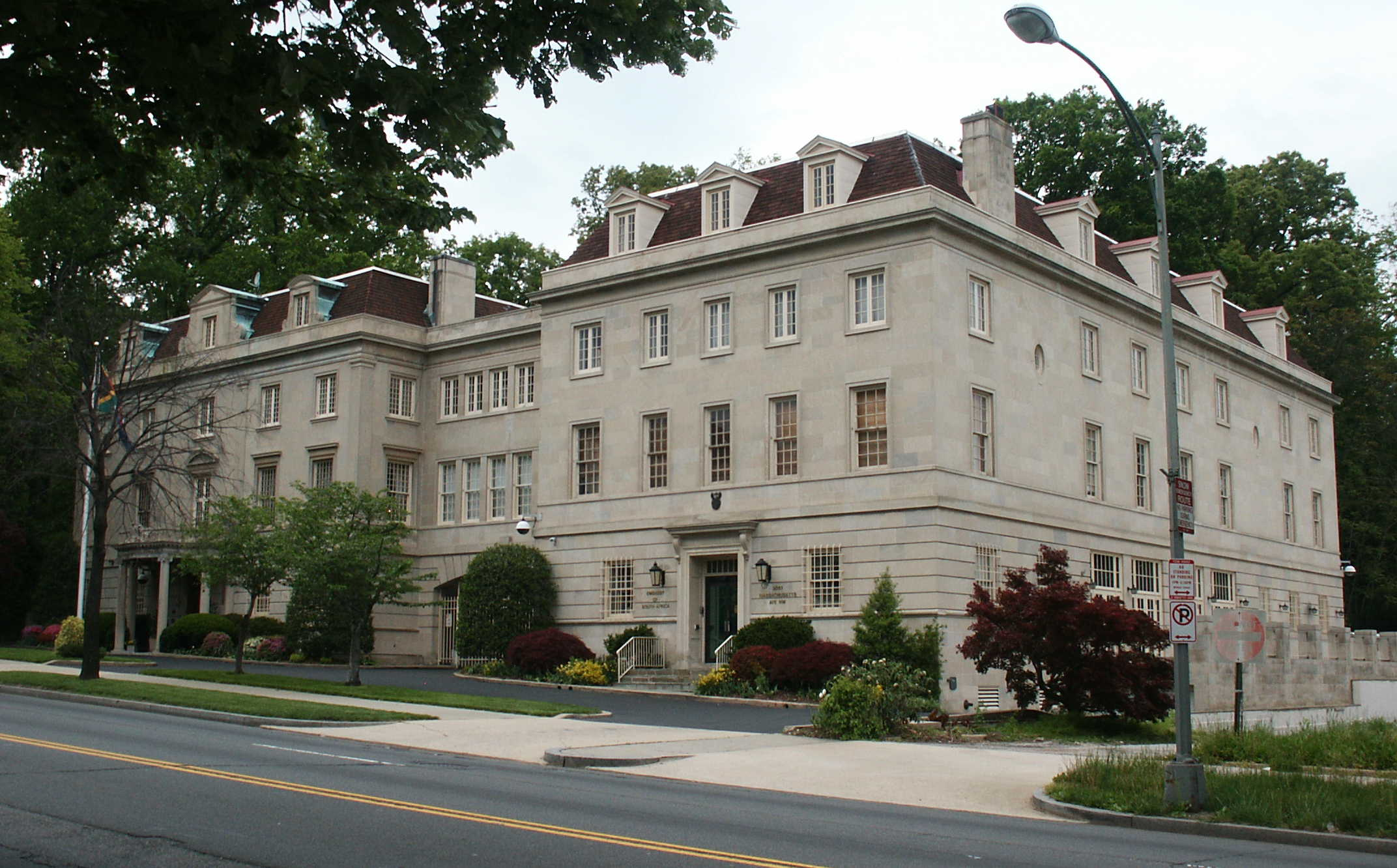
Ambasada Republiki Południowej Afryki w Waszyngtonie

- Jamajka
  - Kingston (wysoka komisja)
- Kanada
  - Ottawa (wysoka komisja)
  - Toronto (konsulat generalny)
- Kuba
  - Hawana (ambasada)
- Meksyk
  - Meksyk (ambasada)
- Stany Zjednoczone
  - Waszyngton (ambasada)
  - Chicago (konsulat generalny)
  - Los Angeles (konsulat generalny)
  - Nowy Jork (konsulat generalny)
- Trynidad i Tobago
  - Port-of-Spain (wysoka komisja)

## Ameryka Południowa
- Argentyna
  - Buenos Aires (ambasada)
- Brazylia
  - Brasília (ambasada)
  - São Paulo (konsulat generalny)
- Chile
  - Santiago (ambasada)
- Peru
  - Lima (ambasada)
- Urugwaj
  - Montevideo (Chargé d’affaires)
- Wenezuela
  - Caracas (ambasada)

## Afryka
- Algieria
  - Algier (ambasada)
- Angola
  - Luanda (chargé d’affaires)
- Benin
  - Kotonu (ambasada)
- Botswana
  - Gaborone (wysoka komisja)
- Burkina Faso
  - Wagadugu (ambasada)
- Burundi
  - Bużumbura (ambasada)
- Czad
  - Ndżamena (ambasada)
- Demokratyczna Republika Konga
  - Kinszasa (ambasada)
  - Lubumbashi (konsulat generalny)
- Egipt
  - Kair (ambasada)
- Erytrea
  - Asmara (ambasada)
- Etiopia
  - Addis Abeba (ambasada)
- Gabon
  - Libreville (ambasada)
- Ghana
  - Akra (wysoka komisja)
- Gwinea
  - Konakry (ambasada)
- Gwinea Bissau
  - Bissau (ambasada)
- Gwinea Równikowa
  - Malabo (ambasada)
- Kamerun
  - Jaunde (wysoka komisja)
- Kenia
  - Nairobi (wysoka komisja)
- Komory
  - Moroni (wysoka komisja)
- Kongo
  - Brazzaville (ambasada)
- Lesotho
  - Maseru (wysoka komisja)
- Libia
  - Trypolis (ambasada)
- Madagaskar
  - Antananarywa (ambasada)
- Malawi
  - Lilongwe (wysoka komisja)
- Mali
  - Bamako (ambasada)
- Mauretania
  - Nawakszut (ambasada)
- Mauritius
  - Port Louis (wysoka komisja)
- Maroko
  - Rabat (ambasada)
- Mozambik
  - Maputo (wysoka komisja)
- Namibia
  - Windhuk (wysoka komisja)
- Nigeria
  - Abudża (wysoka komisja)

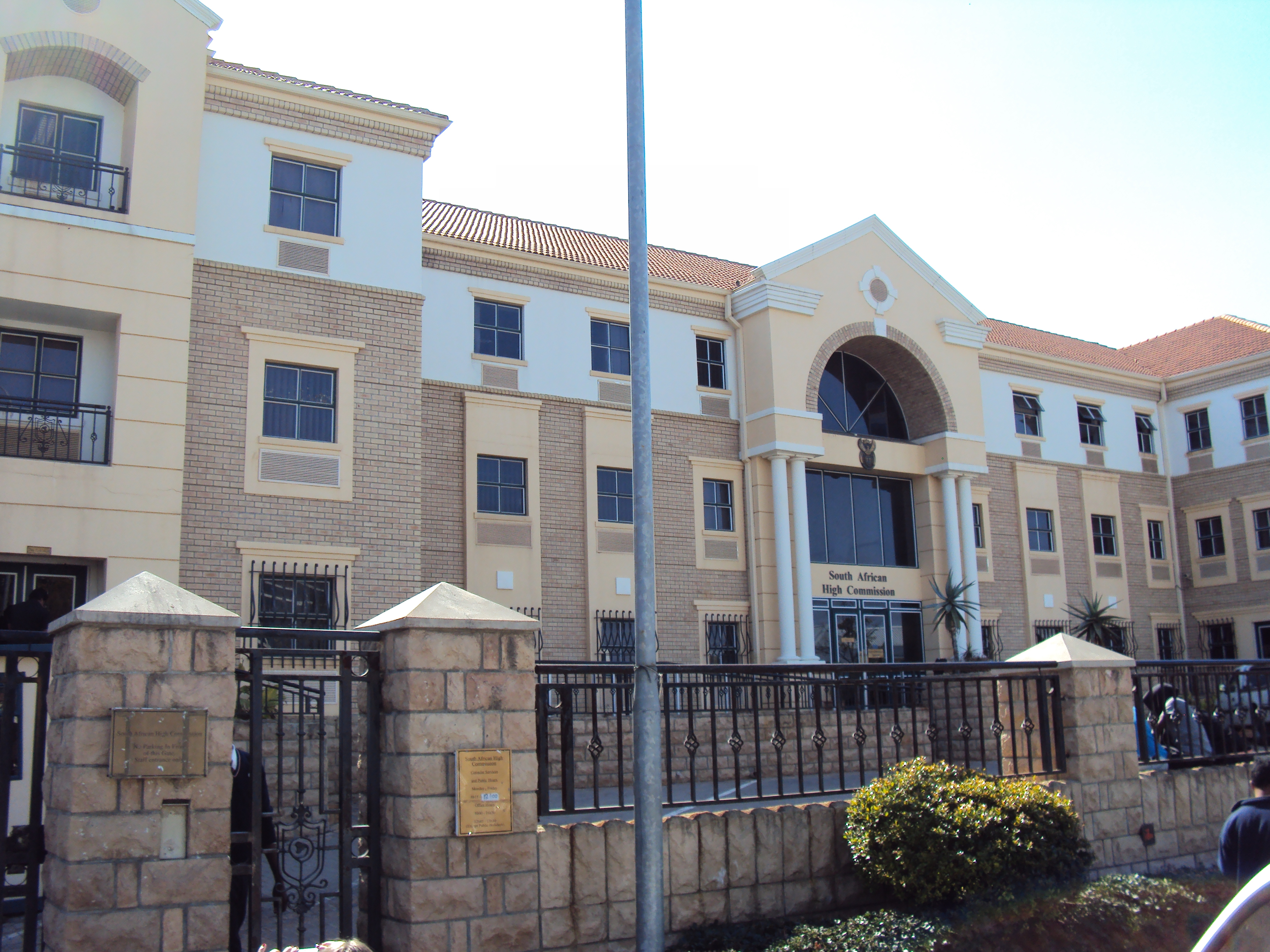
Wysoka Komisja Republiki Południowej Afryki w Gaborone

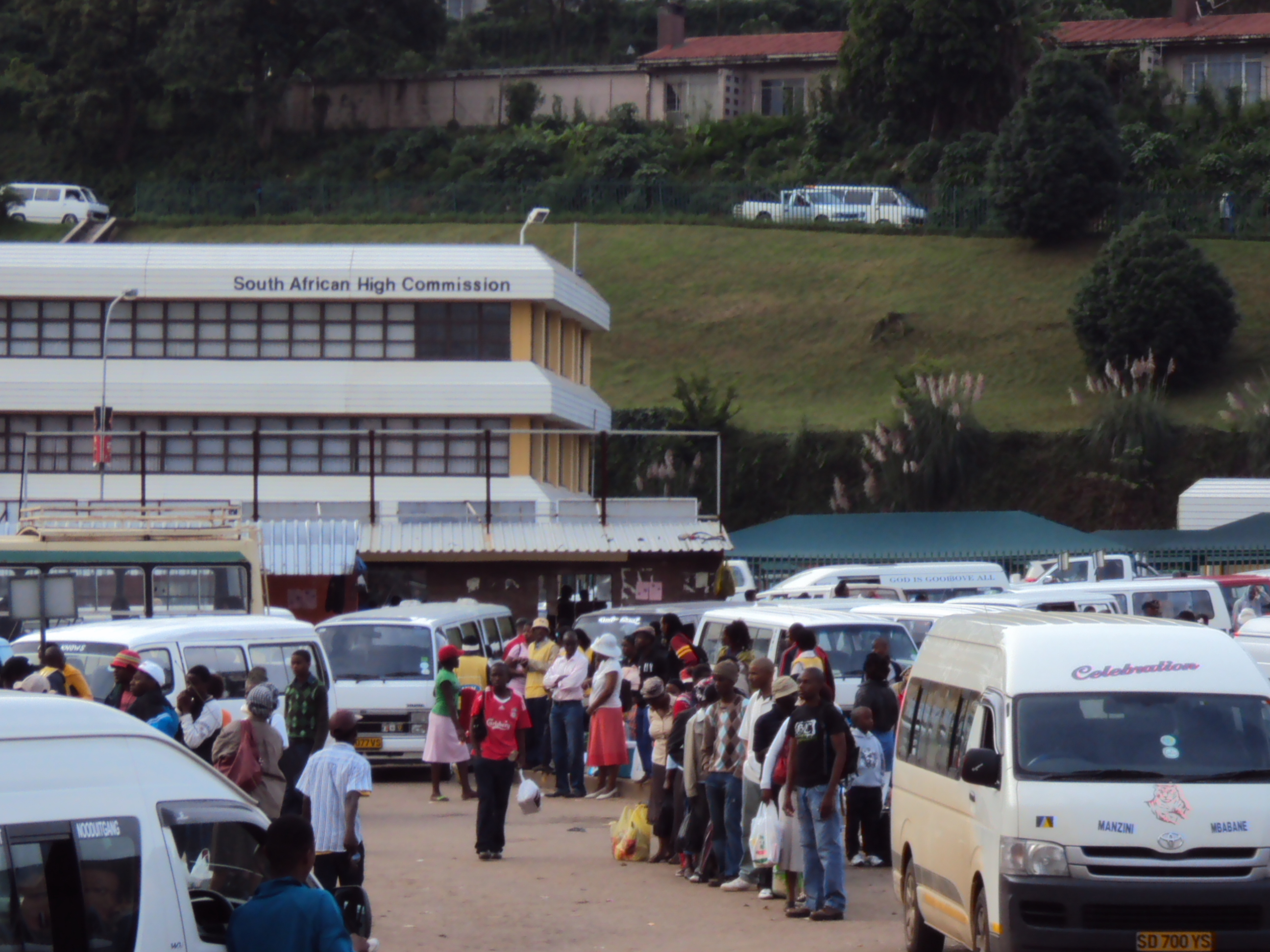
Wysoka Komisja Republiki Południowej Afryki w Mbabane

  - Lagos (Delegacja wysokiej komisji)
- Niger
  - Niamey (ambasada)
- Rwanda
  - Kigali (ambasada)
- Eswatini
  - Mbabane (wysoka komisja)
- Senegal
  - Dakar (ambasada)
- Sudan
  - Chartum (ambasada)
- Sudan Południowy
  - Dżuba (konsulat generalny)
- Tanzania
  - Dar es Salaam (wysoka komisja)
- Tunezja
  - Tunis (ambasada)
- Uganda
  - Kampala (ambasada)
- Wybrzeże Kości Słoniowej
  - Abidżan (ambasada)
- Wyspy Świętego Tomasza i Książęca
  - Libreville (Gabon) (chargé d’affaires)
- Zambia
  - Lusaka (wysoka komisja)
- Zimbabwe
  - Harare (ambasada)

## Azja

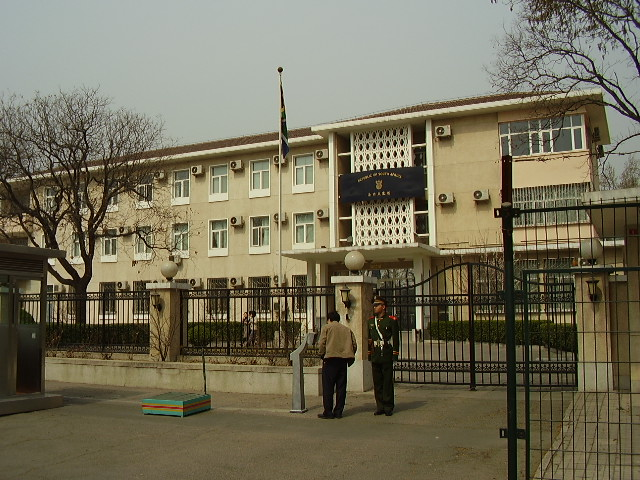
Ambasada Republiki Południowej Afryki w Pekinie

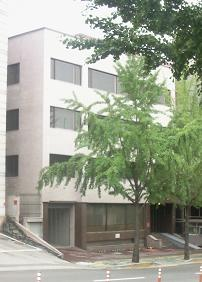
Ambasada Republiki Południowej Afryki w Seulu

- Arabia Saudyjska
  - Rijad (ambasada)
  - Dżudda (konsulat generalny)
- Chiny
  - Pekin (ambasada)
  - Hongkong (konsulat generalny)
  - Szanghaj (konsulat generalny)
- Filipiny
  - Manila (ambasada)
- Indie
  - Nowe Delhi (wysoka komisja)
  - Bombaj (konsulat generalny)
- Indonezja
  - Dżakarta (ambasada)
- Iran
  - Teheran (ambasada)
- Izrael
  - Tel Awiw-Jafa (ambasada)
- Japonia
  - Tokio (ambasada)
- Jordania
  - Amman (ambasada)
- Katar
  - Doha (ambasada)
- Kazachstan
  - Ałmaty (chargé d’affaires)
- Korea Południowa
  - Seul (ambasada)
- Kuwejt
  - Kuwejt (ambasada)
- Malezja
  - Kuala Lumpur (wysoka komisja)
- Oman
  - Maskat (ambasada)
- Pakistan
  - Islamabad (wysoka komisja)
- Palestyna
  - Ramallah (Przedstawicielstwo)
- Singapur
  - Singapur (wysoka komisja)
- Sri Lanka
  - Kolombo (wysoka komisja)
- Syria
  - Damaszek (ambasada)
- Tajlandia
  - Bangkok (ambasada)
- Tajwan
  - Tajpej (biuro łącznikowe)
- Wietnam
  - Hanoi (ambasada)
- Zjednoczone Emiraty Arabskie
  - Abu Zabi (ambasada)
  - Dubaj (konsulat generalny)

## Australia i Oceania

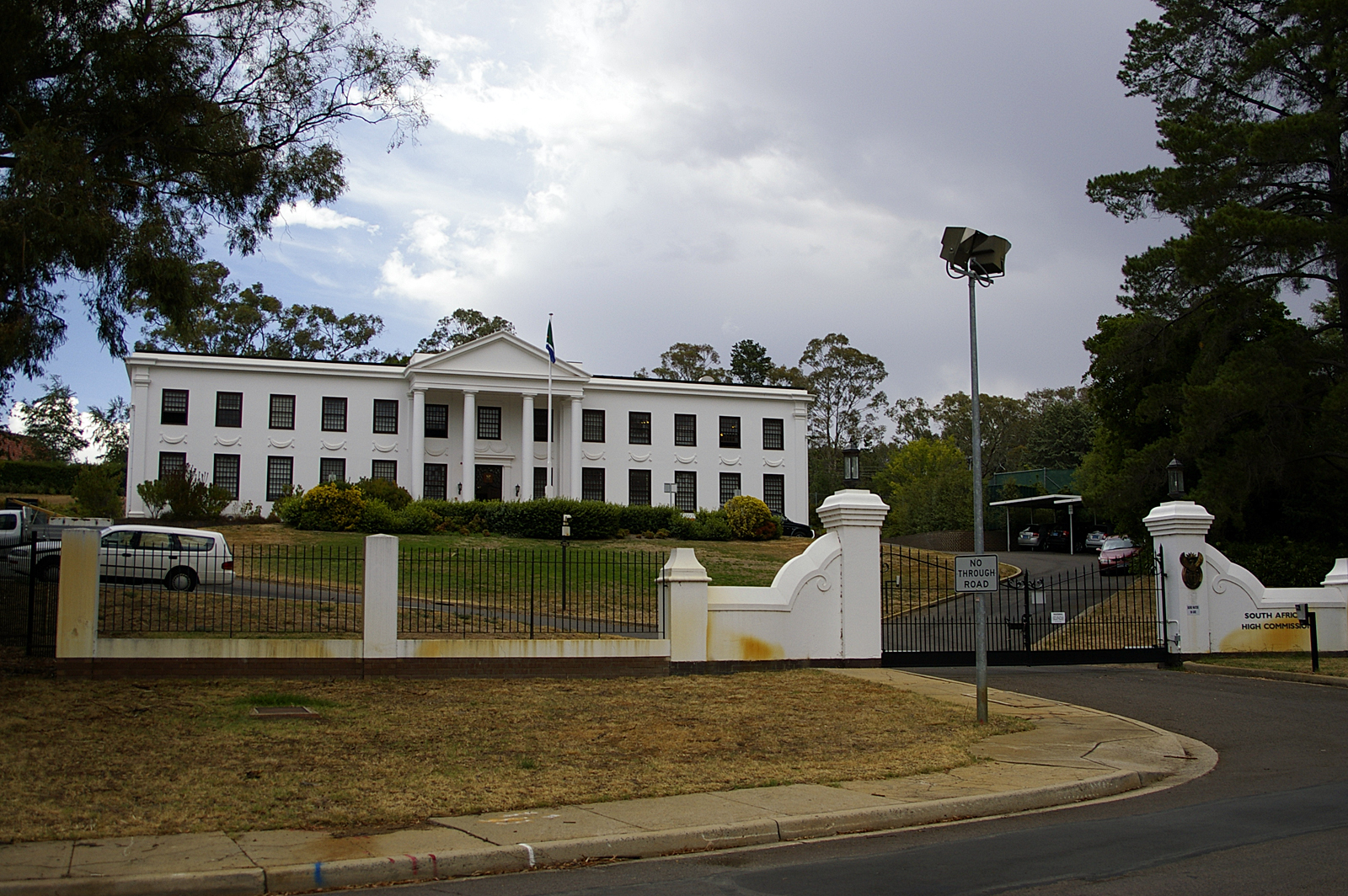
Wysoka Komisja Republiki Południowej Afryki w Canberze

- Australia
  - Canberra (wysoka komisja)
- Fidżi
  - Suva (Chargé d’affaires)
- Nowa Zelandia
  - Wellington (wysoka komisja)

## Organizacje międzynarodowe
- Nowy Jork - Stałe Przedstawicielstwo przy Organizacji Narodów Zjednoczonych
- Genewa - Stałe Przedstawicielstwo przy Biurze Narodów Zjednoczonych i innych organizacjach
- Wiedeń - Stałe Przedstawicielstwo przy Biurze Narodów Zjednoczonych
- Nairobi - Stałe Przedstawicielstwo przy Biurze Narodów Zjednoczonych i innych organizacjach
- Paryż - Stałe Przedstawicielstwo przy UNESCO
- Addis Abeba - Stałe Przedstawicielstwo przy Unii Afrykańskiej
- Bruksela - Misja przy Unii Europejskiej